# Trivial (mathématiques)
En mathématiques, on qualifie de trivial un énoncé dont on juge la vérité évidente à la lecture, ou un objet mathématique dont on estime que l'existence va de soi et que son étude n'a pas d'intérêt ; il s'agit donc avant tout d'une notion subjective.

## Étymologie et sens actuel en mathématiques
L'adjectif trivial vient du latin trivialis, lui même dérivé du latin trivium qui désignait un carrefour à trois voies, par opposition à quadrivium qui désignait un carrefour à quatre voies. Au VIe siècle les sept arts libéraux sont définis et regroupés en deux familles qui reprennent ces mots en bas latin, en changeant leur sens initial : le trivium rassemble trois arts (la grammaire, la dialectique et la rhétorique) qui constituent le premier cycle des études universitaires, et le quadrivium en rassemble quatre (l'arithmétique, la musique, la géométrie et l'astronomie).
En langage courant, « trivial » se dit de ce qui est « commun, rebattu, su de tout le monde, répété dans les écoles ». Par extension, cet adjectif peut avoir un sens péjoratif et être synonyme de « grossier » ou « vulgaire ».
Les mathématiciens utilisent, en français comme en anglais, l'adjectif « trivial » dans le sens « évident », « simple », et par extension « sans grand intérêt ». Une propriété ou une affirmation sera ainsi dite « triviale » si elle répond évidemment à une définition ou aux conditions d'un problème, mais n'a qu'un intérêt intrinsèque mineur, ou si elle est d'une démonstration simple, ou si sa connaissance n'apporte rien.

## Subjectivité du caractère «trivial» en mathématiques
Le caractère trivial en mathématiques est une notion très subjective : ce qui est évident ou simple, donc trivial, pour l'expert d'un domaine donné peut être très complexe pour toute personne ne maîtrisant pas les concepts permettant de conclure à la trivialité d'une affirmation donnée.
Ainsi une proposition mathématique, qualifiée de « triviale » par un professeur, n’apparaîtra parfois vraie à ses élèves qu’après un long travail ; ce n’est qu’ensuite que l'affirmation sera devenue triviale pour eux aussi.
Le physicien américain Richard Feynman s'amuse de l'usage très libéral du terme « trivial » par les mathématiciens ; une plaisanterie circulant parmi eux mentionne le professeur déclarant « ce résultat est trivial », s’interrompant, pris d’un doute, pour aller consulter une référence, et revenant au bout d’une heure en déclarant : « J’avais raison, c’est trivial ».
Les exemples ci-dessous illustrent, dans plusieurs domaines mathématiques, l'utilisation qui peut être faite du qualificatif "trivial", en faisant appel à des prérequis différents.

## Exemples
En arithmétique, pour un entier naturel n donné, sa factorisation n = n × 1 est dite triviale, et les nombres "1" et "n" sont ses facteurs triviaux. Cette  factorisation est évidente et n'apporte aucune connaissance sur n. En revanche, les autres factorisations, et en particulier la décomposition en facteurs premiers d'un nombre n, surtout s'il est très grand, peut être un problème très difficile à résoudre.
Les équations diophantiennes, dont la difficulté de résolution est en général redoutable, ont parfois quelques solutions évidentes, dites alors triviales. Ainsi, l'équation xn + yn = zn admet des solutions dites triviales : tous les triplets de la forme (0,x,x) ou (x,0, x). Le théorème de Fermat-Wiles énonce qu'il n'y a pas d’autres solutions en nombres entiers non nuls, dès que n est un entier strictement supérieur à 2 ; malgré la simplicité de l'énoncé, il s'agit en revanche d'un résultat hautement non trivial.
En analyse, l'équation différentielle y' = y (et plus généralement toute équation différentielle homogène) admet une solution triviale : la fonction nulle définie sur l'ensemble des nombres réels.
À un niveau plus élevé, la fonction zêta s’annule pour tous les entiers négatifs pairs ; outre que c’est facile à démontrer, les autres zéros (intervenant dans la célèbre hypothèse de Riemann) sont les seuls utiles pour l’étude des nombres premiers ; c’est pourquoi les zéros réels sont qualifiés de « triviaux ».
En théorie des ensembles et logique, toute proposition commençant par « il existe un élément de l'ensemble vide tel que » est trivialement fausse, et donc toute proposition commençant par « pour tout élément de l'ensemble vide » est trivialement vraie,.
- En théorie des groupes, le groupe trivial.
- En théorie des nœuds, le nœud trivial.
- En théorie des codes, un code trivial.
- En théorie des anneaux, l'anneau trivial (ou anneau nul), les idéaux triviaux d'un anneau.
- En topologie, un fibré trivial, un revêtement trivial.
- En théorie des ensembles, les ultrafiltres triviaux.
- En logique formelle, une logique ou une théorie axiomatique sont triviales si tout énoncé est un théorème (voir à ce sujet le principe d’explosion).